# Tipula (Odonatisca) optiva
Tipula (Odonatisca) optiva is een tweevleugelige uit de familie langpootmuggen (Tipulidae). De soort komt voor in het Nearctisch gebied.